# تیلور نگرون
تیلور نگرون (به انگلیسی: Taylor Negron) (زاده ۱ اوت ۱۹۵۷-درگذشته ۱۰ ژانویه ۲۰۱۵) بازیگر آمریکایی بود.
از فیلم‌های معروف او می‌توان به بازی در فیلم آخرین پسر پیش‌آهنگ، دکترهای جوان عاشق، ضد جاسوسی، پانچ‌لاین، خط صورتی نازک، همان بهتر که بمیرم، یک تابستان دیوانه، هیچ‌چیز به‌جز دردسر، بازنده و خون‌آشام‌ها اشاره کرد.